# Marble (ソフトウェア)
Marbleとはユーザーが地球、月、金星、火星その他惑星を選択して3Dモデルとして表示できるバーチャルグローブアプリケーションである。KDEが提供していてGNU LGPLの規約の下自由ソフトウェアになっている。パーソナルコンピュータやスマートフォンで使用可能となっていて、C++で書かれていてQtが使用されている。
クロスプラットフォームデザインの範囲を超えて非常に柔軟になるように意図されていて、中核コンポーネントは他のプログラムへの統合が容易である。また、ハードウェアアクセラレーションを使用する必要がなく、OpenGLを使用して拡張することもできる。アプリを素早く起動するという重要なユーザー体験目標を少量ながら使い勝手のあるオフラインデータセットで実現している。
編集者はオープンストリートマップといったオンライン地図ソースのサポートを受けられたりKMLファイルを解釈することができる。Marbleはまたルート計画機能を提供している。MarbleToGoというナビゲーションモードはGoogle Summer of Code 2010の一環で開発され、後に部分的に書き直され、Marble Touchに改称した。
MarbleのフォークにGeothekというのがあり統計モジュール、ピクセル地図、3D表示が追加されている。教育機関向けの地図ソフトウェアとしてオーストリアのエド・ヘルツェルが開発、使用している。